# نجاتی جومالی
نجاتی جومالی (ترکی استانبولی: Necati Cumalı) (زاده ۱۳ ژانویه ۱۹۲۱ - مرگ ۱۰ ژانویه ۲۰۰۱) نویسندهٔ رمان، داستان کوتاه، مقاله و شعر ترک بود. او در فلورینا از یک خانوادهٔ آلبانیایی متولد شد و همراه خانواده اش در چارچوب توافقنامهٔ سال ۱۹۲۳ تبادل جمعیت بین یونان و ترکیه در اورلا در نزدیکی ازمیر مستقر شدند.

## زندگی‌نامه
جومالی در اورلا بزرگ شد و تحصیلات خود را در ازمیر به انجام رساند. او رشتهٔ حقوق را در دانشگاه استانبول شروع کرد و سپس آن را در دانشکده حقوق دانشگاه آنکارا تکمیل نمود. جومالی نوشتن شعر را، در حالی که هنوز دانش آموز بود شروع کرد و اشعار وی از اوایل دهه ۱۹۴۰ در نشریات ادبی مهم ترکیه مانند ورلیک و سروتی فنون منتشر شد. در پایان این دهه، زمانی که او خدمت سربازی خود را انجام می‌داد، شروع به نوشتن داستان‌های کوتاه کرد که تأثیر عمیق صباحتتن علی، از از نویسندگان مهم ترکیه، در آن‌ها مشخص بود. به همین دلیل و هم اینکه داستان‌های او از جنس آگاهی اجتماعی بودند، گاهی اوقات او را در ردهٔ "نویسندگان چپ " قرار می‌دهند. با این وجود او هیچ‌گاه در جنبش‌های سیاسی فعالیتی نداشته‌است.
تصویری زندهٔ زنان در آثار او به‌طور خاص بسیار چشمگیر است.
جومالی نزدیک به ۱۵ کتاب شعر و تقریباً همین تعداد کتاب‌های داستان کوتاه و رمان نوشته‌است. او در تاریخ ۱۰ ژانویه ۲۰۰۱ در استانبول جان خود را از دست داد.
مجموعهٔ ارزشمند کتاب‌های او پس از مرگ وی به دانشگاه کوچ اهدا شد.
در سال ۲۰۰۲ مجسمه‌ای از جومالی توسط گوردال دویار در پارک شاعرلرسوفاسی، در بشیکتاش استانبول ساخته شد.

## آثار
«تابستان خشک» (Susuz Yaz) (فیلم تابستان خشک به کارگردانی متین ارکسان در سال۱۹۶۴،اقتباسی از این کتاب است که برندهٔ خرس طلایی جشنواره بین‌المللی فیلم برلین شد)
«تپه‌های ویران: مقدونیه ۱۹۰۰» (Viran Dağlar: Makedonya 1900) - اقتباس سینمایی این رمان توسط مایکل فاورت در سال ۲۰۰۱ در شبکهٔ ARTE ساخته شد.
کتاب «پرواز کن پرنده کوچکم» توسط انتشارات سروش و با ترجمهٔ رضا سیدحسینی در سال ۱۳۸۵ در ایران منتشر شد.

## کتابشناسی
- دریای رز:نمایشنامه سه پرده‌ای، آنکارا: وزارت فرهنگ، ۱۹۹۱. شابک ‎۹۷۸۹۷۵۱۷۰۸۹۳۹

- Çalıkuşu; oyun 3 bölüm, Reşat Nuri Güntekin'in romanından oyunlaştıran Necati Cumali. İstanbul, İnkılâp ve Aka Kitabevleri, 1963. اُسی‌ال‌سی ۲۳۵۵۰۸۸۱
- Yalnız kadın: hikâyeler, İstanbul: Sander Yayınları, 1976. اُسی‌ال‌سی ۹۷۷۸۰۰۱۵۶
- Aşk da gezer: roman, İstanbul: Çağdaş Yayınları, 1998. شابک ‎۹۷۸۹۷۵۷۷۲۰۲۴۹، اُسی‌ال‌سی ۷۰۲۳۴۸۳۲
- Ay büyürken uyuyamam, İstanbul: Cumhuriyet, 2004. شابک ‎۹۷۸۹۷۵۶۷۴۷۱۰۰، اُسی‌ال‌سی ۷۰۲۷۶۹۳۶